# Donji Podgradci
Donji Podgradci (szerbül: Доњи Подградци), szerb falu Gradiška községben, Bosznia-Hercegovinában, Bosanska krajina területén, a Szerb Köztársaságban. 

## Fekvése
Bosznia-Hercegovina északi részén, a Potkozarje területén, Banja Lukától légvonalban 35, közúton 54 km-re észak-északnyugatra, községközpontjától légvonalban 15, közúton 17 km-re délnyugatra, a Kozara-hegység északkeleti lábánál, 120-150 méteres magasságban, a Vrbaška-folyó mentén fekszik. Több, kis településből áll, melyek szétszórtan helyezkednek el. A házak a főutca (Gradiška-Kozarac út) és mellékutak mentén sorakoznak. A 20. század második felében a lakosok száma kismértékben ingadozott, a legmagasabb 1981-ben volt – 1038 fő.

## Népessége
| Nemzetiségi csoport | Népesség 1991 | Népesség 2013 |
| ------------------- | ------------- | ------------- |
| Szerb               | 906           | 762           |
| Bosnyák             | 0             | 0             |
| Horvát              | 6             | 4             |
| Jugoszláv           | 25            | 0             |
| Egyéb               | 20            | 5             |
| Összesen            | 957           | 771           |

## Története
A területén található régészeti leletek alapján itt már a késő középkorban település volt. A középkori település végét valószínűleg az 1537 körüli török hódítás jelentette. A település 1878-ig tartozott az Oszmán Birodalomhoz, ekkor a berlini kongresszus határozata alapján az Osztrák-Magyar Monarchia része lett. 1879-ben az első osztrák-magyar népszámlálás során a Berbir községhez tartozó településnek 65 háztartása és 436 ortodox szerb lakosa volt. 1910-ben a Bosanska Gradiškai járáshoz tartozó településen 142 háztartást és 846 ortodox szerb, 4 muszlim és 2 római katolikus lakost találtak. Az osztrák-magyar időszakban a település sokat fejlődött. A Podgradac és Gradiška közötti makadámút 1888-ban épült.
A monarchia szétesésével 1918-ban előbb a Szerb-Horvát-Szlovén Királyság, majd 1929-től a Jugoszláv Királyság része. 1921-ben 145 háztartása és 875 lakosa volt.  Jugoszlávia megszállása után a település a Független Horvát Állam (NDH) része lett. Lakói közül sokan csatlakoztak a Kozara-hegységben meghúzódó partizánokhoz. Sok podgradi polgár nem élte túl a második világháborút, közülük többen pusztultak el a partizánmozgalomban és az usztasa táborokban. Az 1941 novemberi usztasa terror után csak 1942 kora őszén kezdett visszatérni az élet, amikor horvát partizánok Szlavóniából sok elhurcolt helybelit visszahoztak. 1944 januárjában ismét erős ellenséges erők támadták meg a Kozara vidékét. Az újabb offenzíva a sorban borította sötétségbe a környék falvait. 1945-től a település a szocialista Jugoszlávia része lett. A boszniai háború idején a település a Boszniai Szerb Köztársaság része volt. A daytoni békeszerződést követő területfelosztásnál a település Bosanska Gradiška község részeként a Szerb Köztársaság területéhez került.

## Oktatás
A településen általános iskola található.

## Nevezetességei
- Ražljevi – Késő középkori település maradványai. A Vrbaška-folyó jobb partján nagyszámú késő középkori cseréptöredéket és egyéb háztartási hulladékot, valamint fémtárgyakat találtak.[5]

- Az elesett harcosok és a fasiszta terror áldozatainak emlékműve. Az emlékmű a helyi közösség 52 NOR-harcosának és a fasiszta terror 390 áldozatának állít emléket.